# Rock É! Dançando Na Noite

Ver: Todos os Álbuns de estúdio

Rock É! Dançando na Noite é o décimo primeiro álbum de estúdio da banda portuguesa de rock UHF. Editado em julho de 1998 e é o primeiro registo com a AM.RA Discos, editora própria da banda. A distribuição foi entregue à Vidisco.
Saturado com as obrigações contratuais, e atento às más experiências vividas no passado, António Manuel Ribeiro fundou no final de 1997 a editora AM.RA Discos, de forma a ter controlo sobre a sua obra tornando os UHF independentes. Decidiram negociar apenas a distribuição dos discos com outras editoras. Fundadores do movimento de renovação musical intitulado "rock português", em 1980, os UHF nem sempre tiveram uma exposição mediática estável durante a carreira por terem manifestado desde o início o desejo de serem independentes. Em desabafo, o líder do grupo comentou: "A independência em Portugal paga-se, porque a independência é um acto de inteligência e neste país não podemos ser inteligentes (...) A independência incomoda em Portugal". A edição deste álbum assinala a estreia discográfica da independência da banda.
Rock É! Dançando Na Noite é um disco de guitarras, de canções curtas, muito a pensar no palco e nos concertos, que é a forma de vida dos UHF. É um trabalho escrito comunitariamente, em termos de música, por todos os elementos refletindo, por isso, uma variedade temática.
A formação da banda foi totalmente renovada, marcando mais uma etapa na vida de um grupo com um percurso longo e agitado. Foram congregados músicos mais jovens que António Manuel Ribeiro, o que transmitiu uma atitude musical mais coerente no seio do grupo. Destaque para o guitarrista António Côrte-Real, filho do líder da banda. O tema "Quando (dentro de ti)" foi escolhido para single de apresentação do álbum, e que foi um grande sucesso na rádio. O segundo single, "Guantanamera",[carece de fontes?] é uma versão rock trabalhada pelos UHF, de uma canção tradicional cubana da autoria de José Martí e Joseíto Fernández. Seguiu-se no mês de outubro de 1998 a edição do single "Ao Fim de Tanto Tempo", para depois encerrar a descoberta do álbum, em maio de 2001, com o lançamento do quarto single "Meninos Angolanos".[carece de fontes?]

## Lista de faixas
O disco compacto é composto por doze faixas em versão padrão. Todos os músicos, com exceção de David Rossi, participaram como compositores dos temas.
| CD             |                                     |                                         |         |  |
| N.º            | Título                              | Compositor(es)                          | Duração |  |
| 1.             | "Quando (dentro de ti)"             | António M. Ribeiro                      | 3:02    |  |
| 2.             | "Sr. Ministro (que escola é esta?)" | António M. Ribeiro                      | 3:30    |  |
| 3.             | "Guantanamera"                      | José Martí / Joseíto Fernández          | 3:47    |  |
| 4.             | "Ao Fim de Tanto Tempo"             | António M. Ribeiro / Marco C. Cesário   | 3:30    |  |
| 5.             | "Meninos Angolanos"                 | António M. Ribeiro / Jorge Manuel Costa | 3:51    |  |
| 6.             | "Só Eu Sei Porquê"                  | António M. Ribeiro / António Côrte-Real | 3:38    |  |
| 7.             | "Se Fosses Minha"                   | António M. Ribeiro / António Côrte-Real | 3:48    |  |
| 8.             | "Margarida (num jardim)"            | António M. Ribeiro / Marco C. Cesário   | 3:08    |  |
| 9.             | "Voluntariamente Só"                | António M. Ribeiro / Marco C. Cesário   | 4:23    |  |
| 10.            | "Tudo Se Move à Procura"            | António M. Ribeiro                      | 4:25    |  |
| 11.            | "Boogie Com o Sr. U"                | António M. Ribeiro                      | 3:08    |  |
| 12.            | "Dançando na Noite"                 | António M. Ribeiro                      | 5:07    |  |
| Duração total: | Duração total:                      | Duração total:                          | 43:17   |  |

## Membros da banda
- António Manuel Ribeiro (vocal e guitarra) [2]
- António Côrte-Real (guitarra) [2]
- David Rossi (baixo e vocal de apoio) [2]
- Jorge Manuel Costa (teclas e sax) [2]
- Marco Costa Cesário (bateria) [2]

Convidados
- Ivan Cristiano (bateria e vocal de apoio) [2]
- Telmo Costa, Patrícia Matos e Bárbara Côrte-Real  (vocais de apoio) [2]